# 吳沂
吳沂，直隶沧州人，清朝政治人物。举人出身。
乾隆四十五年（1780年），擔任清朝廣州府新安縣知縣。后由李大根接任。